# InterCity (Österreich)

Logo InterCity

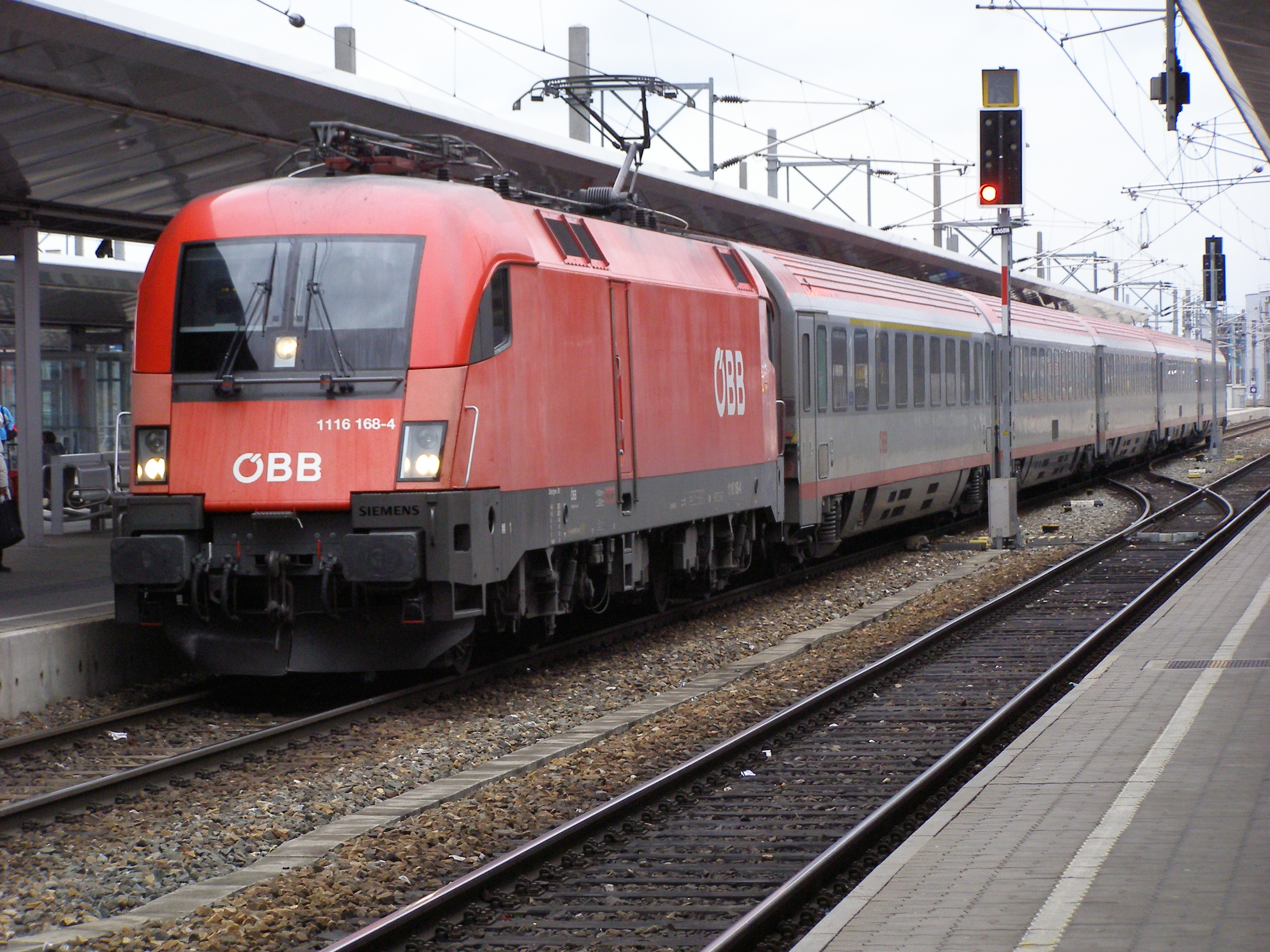
IC 557 nach Graz in Wien Meidling (2012)

InterCity-Züge (kurz IC, aktuelle Schreibweise Intercity) in Österreich sind die nationalen Taktzüge der Österreichischen Bundesbahnen (ÖBB) mit kurzen Fahrtzeiten zwischen großen Städten und wichtigen Fremdenverkehrsorten.
Auch Züge, die Österreich mit dem benachbarten Ausland verbinden, aber über keinen Restaurantwagen verfügen, werden als InterCity (Kurzform: IC) bezeichnet. In Salzburg Hbf beginnen und enden zudem Intercity-Züge der Deutschen Bahn, die tariflich als deutsche Inlandszüge gelten.

## Geschichte

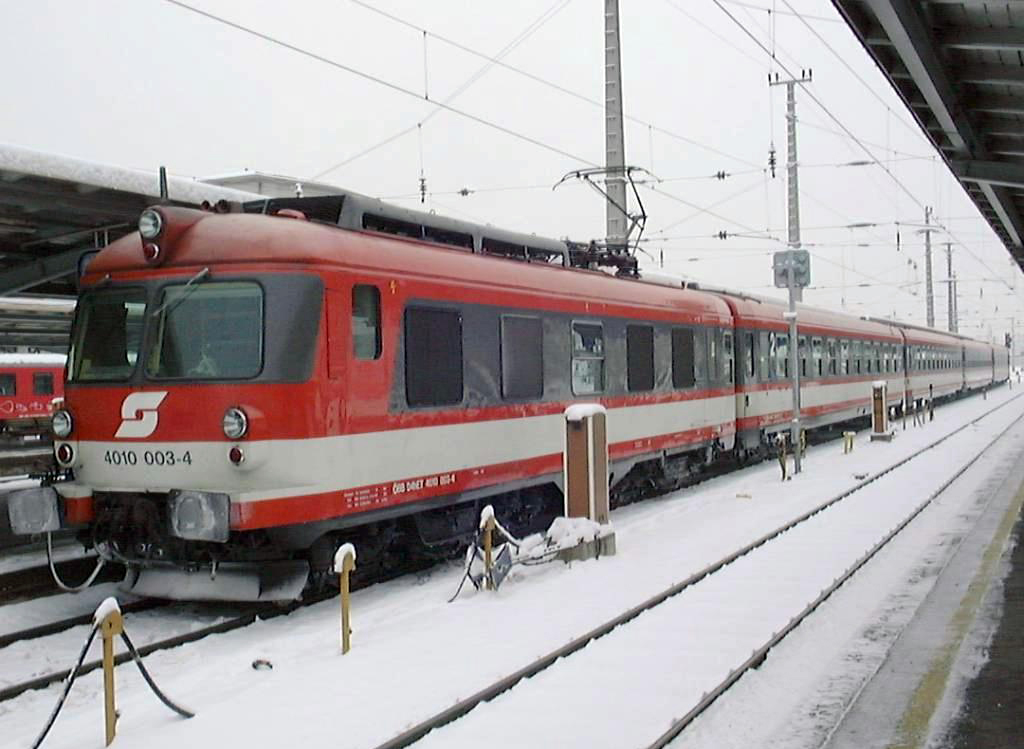
InterCity der ÖBB in Graz, Jänner 2002

Die Zuggattung InterCity wurde in Österreich 1991 mit dem Neuen Austro-Takt (NAT) eingeführt, der auf vielen Strecken einen Stundentakt mit verschiedenen Zügen vom Eurocity (EC) bis zum Eilzug brachte. Außerdem wurde damals die neue Zuggattung SuperCity (SC) als nationaler Zug mit wenigen Halten eingeführt. Sie wurde schon 1996 wieder eingestellt; hochwertige Inlands-Fernzüge wurden bis 2011 als EuroCity beziehungsweise von 2003 bis 2013 als ÖBB-InterCity bezeichnet. Seit Dezember 2008 gibt es mit dem Railjet eine neue Zuggattung für hochwertige Fernzüge in Österreich. 2020 und 2023 wurde öffentlich, dass die ÖBB eine zweite und dritte Generation von Railjets bei Siemens und Stadler bestellt haben. Diese Züge sollen den InterCity in naher Zukunft ersetzen.

## Service und Komfort
In den Intercity-Abteilwagen gibt es für alleinreisende Frauen ein eigenes Damenabteil und auch für Mütter, die ihre Kinder ungestört stillen wollen, steht ein entsprechendes Stillabteil zur Verfügung. Fahrgäste der 1. Klasse erhalten gratis eine Tageszeitung, das Bordexemplar.
Anders als EuroCity-Züge verfügen InterCity in der Regel nicht über einen Speisewagen. Eine Ausnahme bilden die Zugpaare IC 894/895 zwischen Salzburg Hbf und Klagenfurt Hbf (mit ÖBB-EuroCity-Wagen vom EC 112/113) und IC 718/719 Ennstal zwischen Graz Hbf und Salzburg Hbf (mit ÖBB-EuroCity-Wagen vom EC 216/217).

## Fahrzeugmaterial
Überwiegend kommen lokbespannte Züge mit modernisierten Eurofima-Nachbauten oder Modularwagen zum Einsatz. Die 2. Klasse besteht aus Großraumwagen vom Typ Z1-Druckertüchtigt (Bmpz 29-91) oder Modularwagen (Bmpz 20-94) mit erweitertem Vorraum für Gepäck und Fahrräder sowie Abteilwagen vom Typ Z1 (Bmz 21-90.5) bzw. Z1-Druckertüchtigt (Bmz 21-91.1), die erste Klasse meist aus einem Großraumwagen mit Gepäckabteil vom Typ Z1-Druckertüchtigt (ADbmpsz 81-91), längere Züge verfügen zusätzlich über einen Abteilwagen vom Typ Z1-Druckertüchtigt (Amz 19-91.5). Auf den Linien von Graz nach Linz, Salzburg und Innsbruck werden außerdem Steuerwagen vom Typ Neue Generation (Bmpz-s 80-73) eingesetzt. Alle Wagen mit Ausnahme der Steuerwagen sind klimatisiert. Bei Wagenmangel kommen auch nicht klimatisierte Inlandsreisezugwagen (Bmpz-l 21-73) zum Einsatz, sowie angemietetes Wagenmaterial der DB. Einige Züge werden als Zwischenverwendung mit ausländischem Wagenmaterial betrieben: IC 718/719 besteht aus Wagen der DB Fernverkehr, IC 533/632 teilweise aus Wagen der MÁV-START.
Bis Ende 2008 fuhren auch Triebzüge der Reihe ÖBB 4010. Seit 2020 verkehrt ein Zugpaar der Linie 17 von der DB Fernverkehr zwischen Schärding und Wien als Überführungsfahrt mit KISS-Doppelstock-Triebzügen, die ehemals von der Westbahn zwischen Salzburg und Wien verkehrten (IC 296/297).

## Routen
Die angebotenen Zugläufe sind z. B. regelmäßige wie die InterCitys Graz – Linz, Graz – Salzburg, Graz, Innsbruck, die alle mehrmals täglich verkehren.